# Ђузепе Ђентиле
Ђузепе Ђентиле (итал. Giuseppe Gentile; Рим, 4. септембар 1943) је бивши италијански атлетичар специјалиста за троскок и скок удаљ, репрезентативац Италије од 1963 до 1972, освајач бронзане медаље на Летњим олимпијским играма 1968.. По завршеку спортске каријере, био је филмски глумац.

## Биографија
Од 1962. до 1972. године Ђентиле је учествовао на 33 међународна такмичења, укључујући Олимпијске игре 1968. у Мексико Ситију и Олимпијске игре 1972. у Минхену. Освојио је четири међународне медаље и шест националних титула: у скоку удаљ (1968) и троскоку (1965, 1966, 1968, 1970, 1971).

## Светски рекорди
- Троскок: 17,10 м ( Мексико Сити, 16. октобар 1968)
- Ттоскок: 17,22 м ( Мексико Сити, 17. октобар 1968)

Светски рекорд 17,10м Ђентиле је постигао у квалификацијама у трооску на Олимпијским играма 1068., да би га сутрадан у првој серији финалног дела такмичења поправио на 17,22 м, који се одржао мало више од пола сата. Био је рекордер до пете серије када га је оборио Потугалац Нелсон Пруденцио 7,27 м, да би у шестој Рус Виктора Сањејева са 17,39 оборио још једном. Тако је Ђентиле освојио бронзу на Олимписким играма 1968.

## Значајнији резултати
| Год.  | Такмичење                    | Место                     | Пласман | Резултат | Белешка |
| ----- | ---------------------------- | ------------------------- | ------- | -------- | ------- |
| 1966  | Европске игре у дворани      | Дортмунд, Западна Немачка | 4.      | 17,22    |         |
| 1968. | Европске игре у дворани      | Мадрид, Шпанија           | 5.      | 16,03    |         |
| 1968. | Олимпијске игре              | Мексико Сити, Мексико     |         | 53,76    |         |
| 1969. | Европско првенство           | Атина, Грчка              | 7.      | 16.03    | [ 2 ]   |
| 1970. | Европско првенство у дворани | Беч, Аустрија             | 7.      | 16,12    |         |
| 1972. | Олимпијске игре              | Минхен, Западна Немачка   | 16.     | 16,04    |         |

## Филмска каријера
По завршетку спортске карије опробао се у филму. У филму Пјера Паола Пазолинија Медеја. У улогози Јасона био је партнер Марије Калас која је играла Медеју.